# Rudolf Wlassny
Rudolf Wlassny (* 6. November 1922 in Bernburg; † 31. März 2004) war ein deutscher Fußballspieler, der für die SG Eisenhüttenwerk Thale in der DDR-Oberliga und für den VfB Lübeck in der Fußball-Oberliga Nord spielte.
Wlassny begann das Fußballspielen im Kindesalter bei Wacker Bernburg und gehörte dem Verein bis zum Beginn seines Militärdienstes im Jahr 1940 an. Nach Kriegsende spielte der gelernte Elektroinstallateur kurze Zeit für Eintracht Bernburg, ehe er zur SG Eisenhüttenwerk Thale wechselte. Dort war er neben Werner Oberländer einer der Leistungsträger der SG, die 1950 den Aufstieg in die DDR-Oberliga schaffte. Im gleichen Jahr gelang Thale auch der Gewinn des FDGB-Pokals. Beim 4:0-Sieg im Finale über die favorisierte Mannschaft aus Erfurt erzielte Wlassny das vorentscheidende 2:0 in der 65. Minute. In den folgenden Spielzeiten erzielte er in 67 Spielen 15 Tore für den Verein, der 1951 in BSG Stahl Thale umbenannt wurde. Darüber hinaus kam er mehrmals in der Landesauswahl Sachsen-Anhalts zum Einsatz.
1952 wechselte Wlassny zum VfB Lübeck. Bei den Grün-Weißen gehörte der Läufer ebenfalls zu den Stammspielern und spielte für sie sowohl in der erstklassigen Oberliga Nord als auch in der zweitklassigen Amateurliga Schleswig-Holstein. Bekannt war der Bernburger dort vor allem für seine harte Spielweise und seine Sicherheit als Elfmeterschütze. Im Januar 1956 wechselte er zum Lokalrivalen ATSV Lübeck, ehe er seine Karriere beendete.